# Ceremonia de apertura de los Juegos Olímpicos de Sochi 2014
La ceremonia de apertura de los Juegos Olímpicos de Sochi 2014 tuvo lugar la noche del viernes 7 de febrero de 2014 en el Estadio Olímpico de Sochi. La ceremonia comenzó a las 20:14 hora de Moscú (UTC+04:00) y terminó a las 23:02 hora de Moscú (UTC+04:00), teniendo una duración total de 2 horas y 48 minutos. Estos fueron los primeros Juegos Olímpicos con Thomas Bach a la cabeza del Comité Olímpico Internacional.
Se estima que participaron 2000 artistas y 40 000 personas asistieron a la inauguración. La ceremonia abarcó diversos aspectos de la historia de Rusia e incluyó tributos a personajes como Chaikovski, Gógol, Eisenstein, Nijinsky y Diáguilev.

## Preparativos
El sitio de la ceremonia de inauguración, el Estadio Olímpico Fisht fue construido especialmente para los juegos, albergando únicamente las ceremonias de inauguración y clausura. Konstantin Ernst fue el productor a cargo de la ceremonia.

## Programa
Actividades previas a la ceremonia incluyeron actuaciones del dúo pop ruso t.A.T.u. 
y el coro del Ministerio del Interior de Rusia, el cual interpretó una versión de la canción de Daft Punk "Get Lucky".

### Sección inicial
| Letra | Asociación (Romanización)        | Asociación (en ruso)  |
| ----- | -------------------------------- | --------------------- |
| А     | ABC                              | Азбука                |
| Б     | Baikal                           | Байкал                |
| В     | Helicóperto de Sikorsky          | Вертолёт Сикорского   |
| Г     | Gagarin                          | Гагарин               |
| Д     | Dostoyevski                      | Достоевский           |
| Е     | Catalina II                      | Екатерина II          |
| Ё     | Erizo en la niebla               | Ёжик в тумане         |
| Ж     | Zhukovski                        | Жуковский             |
| З     | Máquina segadora del maíz        | Зерноуборочная машина |
| И     | Imperio                          | Империя               |
| Й     | Chaikovski                       | Чайковский            |
| К     | Kandinski                        | Кандинский            |
| Л     | Lunojod                          | Луноход               |
| М     | Malévich                         | Малевич               |
| Н     | Nabokov                          | Набоков               |
| О     | Segmento orbital                 | Орбитальная станция   |
| П     | Tabla periódica de los elementos | Периодическая таблица |
| Р     | Ballets Rusos                    | Русский балет         |
| С     | Sputnik                          | Спутник               |
| Т     | Tolstói, Televisión              | Толстой, Телевидение  |
| У     | Ushanka                          | Ушанка                |
| Ф     | Fisht, Fisht                     | Фишт                  |
| Х     | Khokhloma                        | Хохлома               |
| Ц     | Tsiolkovski                      | Циолковский           |
| Ч     | Chéjov                           | Чехов                 |
| Ш     | Chagall                          | Шагал                 |
| Щ     | Shchúsev                         | Щусев                 |
| Ъ     | Pushkin                          | Пушкин                |
| Ы     | Nosotros                         | Мы                    |
| Ь     | Amor                             | Любовь                |
| Э     | Eisenstein                       | Эйзенштейн            |
| Ю     | Paracaídas                       | Парашют               |
| Я     | Rusia                            | Россия                |

La ceremonia, titulada “Sueños de Rusia” (Сны о России), abrió con un video en pantalla mostrando a Liza Temnikova (de 11 años de edad) interpretando un personaje llamado Lyubov (ruso para ‘Amor’) recitando el Alfabeto ruso. Cada letra es asociada con imágenes de un paisaje o personaje famoso ruso (como se ve en la tabla de la derecha). Lyubov entonces voló por el aire mientras soñaba que agarraba la cola de una cometa y que era elevada del escenario. 9 carrozas flotantes, portando paisajes rusos, pasaron debajo de ella mientras “dormía”.
5 grandes copos de nieve descendieron al estadio y luego se expandieron y formaron los Anillos olímpicos. Sin embargo, un error técnico causó que uno de los anillos (el de la extrema derecha) no se expandiera y que los fuegos pirotécnicos no salieran de los anillos. Al respecto, Ernst dijo que “Ninguna persona normal se distraería por un copo de nieve que no se abrió de la historia que está siendo contada por 2 horas y media”.  El desperfecto no fue visto durante la transmisión de la ceremonia en Rusia, donde tanto el Canal 1 como VGTRK rápidamente cortaron al contenido filmado en un ensayo, donde la secuencia funcionó correctamente.

### Himnos
El coro masculino del Monasterio Sretensky cantó el himno nacional ruso, mientras 240 voluntarios se dispusieron en formación vistiendo trajes luminosos de blanco, azul y rojo para representar la bandera rusa.

Los portadores de la bandera rusa fueron un destacamento de cosmonautas (Fyodor Yurchikhin (quien regresó del espacio con la antorcha), Roman Romanenko, Svetlana Savitskaya y Yelena Serova).  La bandera fue izada por Sergei Krikalev. Los voluntarios se movieron arriba y abajo para crear la ilusión de una bandera ondeando.

### Desfile de las Naciones
El desfile de las naciones fue iniciado, según la tradición, por la delegación de Grecia (por ser sede de los Juegos Olímpicos Antiguos). Los demás países participantes le siguieron según el orden alfabético en ruso, con Rusia cerrando el desfile por ser el país anfitrión (nuevamente según la tradición). Los deportistas aparecieron por la parte central del estadio mientras en el piso del estadio se proyectaba un mapa satelital nocturno del país participante que iba entrando (junto con el nombre del país en francés, inglés y ruso). El desfile fue acompañado por una banda sonora compuesta por el productor musical ruso Leonid Rudenko, que mostraba versiones remezcladas de canciones populares rusas.

### Sección artística
La ceremonia se enfocó en música clásica y producciones a gran escala.  Las actuaciones viajaron a través de la historia rusa a través de los ojos de un niño, mencionando su arte y música. Las actuaciones incluyeron la construcción de la catedral de San Basilio y Pedro el Grande construyendo un ejército mientras Rusia hacía la transición a la modernidad.
14 columnas se elevaron del suelo y luego se representaron escenas de la obra literaria “La Guerra y la Paz” de Tolstoi. Las columnas desaparecieron, reemplazados en primer lugar por escenas de la Revolución rusa, seguidas por una reproducción gigante de la famosa estatua “Obrero y Koljosiana”, con el martillo y la hoz flotando sobre el escenario.
Docenas de hombres cargaron cohetes y el nombre de Yuri Gagarin apareció en el piso, tras lo cual emergieron rascacielos.  Posteriormente se representaron escenas cotidianas de la vida urbana soviética de mediados del siglo XX. Tras una referencia a los Juegos Olímpicos de 1980, representaciones gigantes de las mascotas de los juegos entraron al estadio.

### Discursos, juramentos y encendido del pebetero

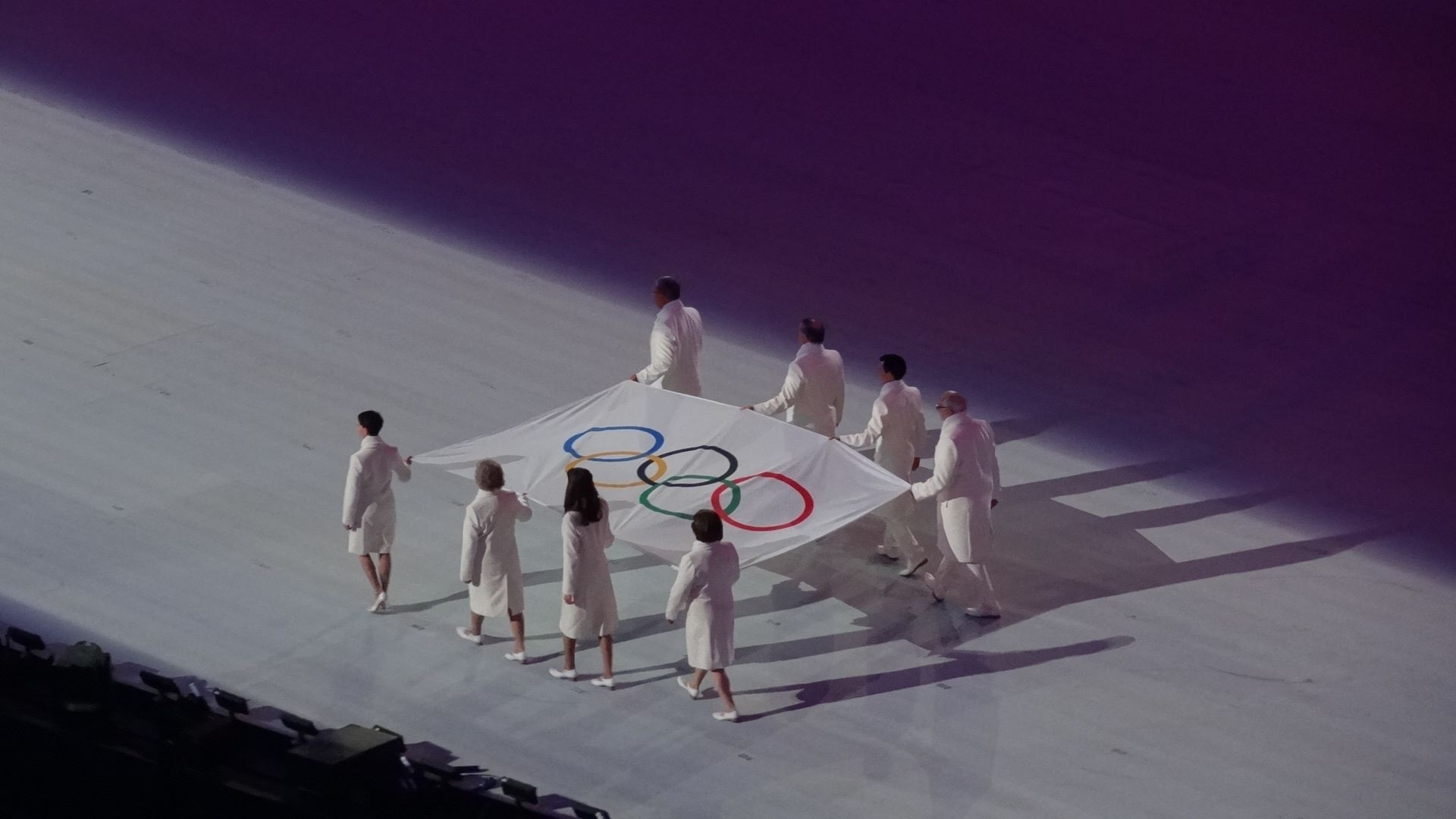
La bandera olímpica ingresando al estadio.

Luego de que el presidente del comité organizador y el presidente del COI Thomas Bach hablaran, el presidente ruso Vladímir Putin declaró los juegos inaugurados. Inmediatamente después, una representación de El lago de los cisnes mostró a los “cisnes” transformarse en una paloma (un tradicional símbolo olímpico).
La bandera olímpica fue entrada al estadio por 8 portadores: Chulpan Khamatova, Lidiya Skoblikova, Anastasia Popova, Valentina Tereshkova, Viacheslav Fetisov, Valery Gergiev, Alan Enileev and Nikita Mikhalkov. Mientras la bandera era izada, la cantante Anna Netrebko cantó el himno olímpico en ruso.
El juramento olímpico fue tomado por: Ruslan Zakharov en nombre de los deportistas, Vyacheslav Vedenin en nombre de los jueces y Anastasia Popkova en nombre de los entrenadores.

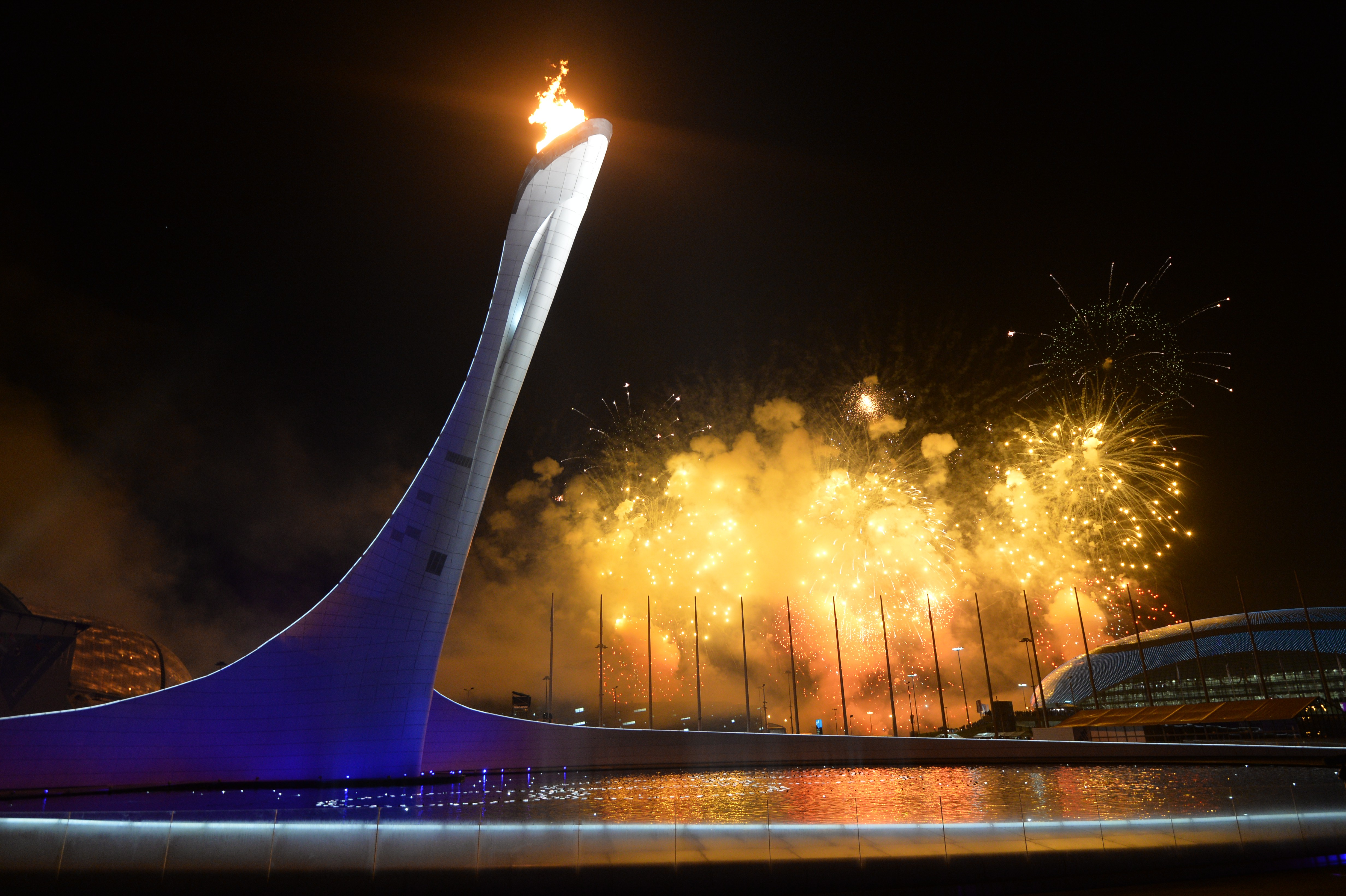
El pebetero encendido

Para el final, se proyectó en el piso del estadio una imagen de un cielo estrellado mientras figuras luminosas representando constelaciones en forma de deportistas de invierno flotaban sobre el piso. Después de esta representación, la tenista María Sharápova ingresó la antorcha olímpica al estadio. Ella la pasó a la saltadora Yelena Isinbayeva, quien a su vez la pasó al luchador Aleksandr Karelin. Karelin le pasó la antorcha a la gimnasta Alina Kabaeva. La patinadora Irina Rodnina tomó la antorcha y se la dio al antiguo portero de hockey Vladislav Tretiak. Tretiak y Rodnina trotaron hasta las afueras del estadio, donde ambos encendieron el pebetero mientras sonaba El pájaro de fuego (de Stravinski). A esto le siguió un show de fuegos pirotécnicos al son de El cascanueces (de Chaikovski). En total, la ceremonia duró poco menos de 3 horas.

## Personalidades
Además de Ban Ki-moon, Secretaría General de Naciones Unidas, 44 jefes de Estado o Gobierno asistieron a la ceremonia de apertura:
| - Afganistán: Hamid Karzai - Azerbaiyán: İlham Əliyev - Armenia: Serzh Sargsián - Austria: Werner Faymann - Bielorrusia: Aleksandr Lukashenko - Bulgaria: Rosen Plevneliev y Plamen Oresharski - China: Xi Jinping - Croacia: Ivo Josipović - República Checa: Miloš Zeman - Dinamarca: Federico de Dinamarca - Estonia: Andrus Ansip - Finlandia: Sauli Niinistö y Jyrki Katainen - Grecia: Károlos Papulias - Hungría: János Áder - Islandia: Ólafur Ragnar Grímsson - Italia: Enrico Letta - Jordania: Faisal Bin Al-Hussein - Japón: Shinzō Abe - Kazajistán: Nursultán Nazarbáyev - Letonia: Andris Bērziņš - Líbano: Najib Mikati | - Liechtenstein: Adrian Hasler - Lituania: Algirdas Butkevičius - Luxemburgo: Enrique de Luxemburgo - Macedonia del Norte: Gjorge Ivanov - Moldavia: Iurie Leancă - Mongolia: Tsajiagiin Elbegdorzh - Montenegro: Filip Vujanović - Mónaco: Alberto y Charlene - Marruecos: Abdelilah Benkirán - Países Bajos: Guillermo Alejandro, Máxima y Mark Rutte - Corea del Norte: Kim Yong-nam - Rumania: Victor Ponta - Serbia: Tomislav Nikolić - Suiza: Didier Burkhalter - Eslovaquia: Ivan Gašparovič - Tayikistán: Emomali Rahmon - Turquía: Recep Tayyip Erdoğan - Turkmenistán: Gurbanguly Berdimuhamedow - Ucrania: Víktor Yanukóvich - Uzbekistán: Islom Karimov |

### Políticos que no asistieron
- Canadá: Stephen Harper.[28]
- Francia/ Andorra: François Hollande.[29]
- Alemania: Joachim Gauck.[30]
- Lituania: Dalia Grybauskaitė.[31]
- Reino Unido: David Cameron.[32]
- Estados Unidos: Barack Obama.[33]